# Lady Mina
Lady Fernanda Mina Lastra (sinh năm 1987 tại Guayaquil, Guayas, Ecuador) là một thí sinh sắc đẹp giành được danh hiệu hoa hậu Ecuador 2010.

## Hoa hậu Ecuador 2010
Lady Mina đến từ Guayaquil, là sinh viên ngành Báo chí tại Đại học Guayaquil trong suốt thời gian diễn ra cuộc thi. Cô cũng là người phụ nữ có kiểu tóc quăn dài châu Phi thứ ba ở Ecuador được trao vương miện Hoa hậu Ecuador.  Hoa hậu Ecuador 2010 được phát sóng trực tiếp từ CEMEXPO, ở Quito. Trong sự kiện, Mina đã nhận được điểm cao từ các giám khảo trong các phần thi của mình, mặc dù Ana Galarza, của Tungurahua và Andrea Suárez của Loja, là những thí sinh sáng giá để giành vương miện. Mina cũng nhận được điểm số cao nhất trong phần thi Áo tắm và Áo choàng dài mặc buổi tối. Mina thắng có phần góp sức của câu hỏi cuối cùng.

## Hoa hậu Hoàn vũ 2010
Là người chiến thắng danh hiệu Hoa hậu Ecuador 2010, Lady Mina đại diện cho Ecuador tham gia cuộc thi Hoa hậu Hoàn vũ 2010 vào ngày 23 tháng 8 năm 2010, cuộc thi mà cô không vào được Top 15.

## Hoa hậu Lục địa Châu Mỹ 2010
Là người chiến thắng trong danh hiệu Hoa hậu Ecuador 2010, Lady Mina đại diện cho Ecuador tham gia cuộc thi Hoa hậu Continente Americano 2010 vào ngày 18 tháng 9 năm 2010 tại Guayaquil, Ecuador, nhưng ra về mà không được xếp hạng.

## Hoa hậu Reina Hispanoamericana 2010
Là người chiến thắng danh hiệu Hoa hậu Ecuador 2010, Lady Mina đại diện cho Ecuador tham gia cuộc thi Reina Hispanoamericana 2010 được tổ chức vào ngày 24 tháng 11 năm 2010 tại Santa Cruz, Bolivia. Cô giành giải thưởng Nữ hoàng xuất sắc nhất.